# Głos (powieść)
Głos (isl. Röddin) – powieść kryminalna islandzkiego pisarza Arnaldura Indriðasona, opublikowana w 2003, a w Polsce w 2011 (w tłumaczeniu Jacka Godka). Jest piątą powieścią cyklu o detektywie Erlendurze Sveinssonie.

## Treść
Akcja rozgrywa się zimą w Reykjavíku (przed Bożym Narodzeniem). W drugim co do wielkości hotelu w mieście zamordowany zostaje portier - Gudlaugur Egilsson (około 50 lat), zatrudniony tam od 1982, który właśnie wybierał się na dziecięcą zabawę, gdzie miał pełnić rolę Świętego Mikołaja. Miał opuszczone spodnie i prezerwatywę na członku. Od wielu lat zamieszkiwał piwniczną izbę w hotelu (wcześniej był nocnym stróżem w Ministerstwie Spraw Zagranicznych). Był samotnikiem i nikt z pracowników nie potrafił powiedzieć o nim niczego bliższego. Z czasem okazuje się, że w młodości był jednym z najlepszych śpiewaków dziecięcych na wyspie, chórzystą obdarzonym wyjątkowo czystym głosem, co sprawiło, że stał się dziecięcą gwiazdą, przyrównywaną do Shirley Temple.
Oprócz nurtu głównego poruszony jest wątek miłosny pomiędzy Erlendurem a Valgerdur - laborantką sądową. Inny wątek poboczny, to sprawa prowadzona przez współpracownicę Erlendura - Elínborg, która dotyczy pewnego ojca oskarżonego o fizyczne znęcanie się nad swym kilkuletnim synem (rozwiązana ostatecznie w sposób bardzo zaskakujący). Erlendur natomiast wspomina stratę swojego młodszego brata, który kilkadziesiąt lat wcześniej zaginął podczas wielkiej śnieżycy. Pozostawiło to w nim niezatarty ślad i ma wpływ na relację z otoczeniem - zwłaszcza nadużywającą narkotyków córką - Evą Lind.